# Кілер-Фарм (Нью-Мексико)
Кілер-Фарм (англ. Keeler Farm) — переписна місцевість (CDP) в США, в окрузі Луна штату Нью-Мексико. Населення — 1146 осіб (2020).

## Географія
Кілер-Фарм розташований за координатами 32°18′58″ пн. ш. 107°45′37″ зх. д. / 32.31611° пн. ш. 107.76028° зх. д. (32.316066, -107.760226).  За даними Бюро перепису населення США в 2010 році переписна місцевість мала площу 29,50 км², уся площа — суходіл.

## Демографія
Згідно з переписом 2010 року, у переписній місцевості мешкало 1305 осіб у 488 домогосподарствах у складі 350 родин. Густота населення становила 44 особи/км².  Було 567 помешкань (19/км²).
Расовий склад населення:
| - 73,6 % — білих - 1,9 % — корінних американців - 0,7 % — чорних або афроамериканців - 20,2 % — осіб інших рас |

До двох чи більше рас належало 3,6 %. Частка іспаномовних становила 56,8 % від усіх жителів.
За віковим діапазоном населення розподілялося таким чином: 27,2 % — особи молодші 18 років, 56,6 % — особи у віці 18—64 років, 16,2 % — особи у віці 65 років та старші. Медіана віку мешканця становила 40,6 року. На 100 осіб жіночої статі у переписній місцевості припадало 97,4 чоловіків;  на 100 жінок у віці від 18 років та старших — 97,5 чоловіків також старших 18 років.
Середній дохід на одне домашнє господарство  становив 39 397 доларів США (медіана — 31 538), а середній дохід на одну сім'ю — 43 208 доларів (медіана — 40 375). За межею бідності перебувало 36,1 % осіб, у тому числі 57,1 % дітей у віці до 18 років та 3,9 % осіб у віці 65 років та старших.
Цивільне працевлаштоване населення становило 709 осіб. Основні галузі зайнятості: мистецтво, розваги та відпочинок — 29,9 %, освіта, охорона здоров'я та соціальна допомога — 15,5 %, роздрібна торгівля — 14,2 %.